# Космолошки аргумент
Космолошки аргумент је метафизички аргумент за постојање Бога, заснован на целисходности и хармонији космоса, који неизоставно доводи до мисли о Творцу. Варијанта овог аргумента је позната и као доказ о „првом покретачу“ или „непокренутом покретачу“. На латинском је познат као "causa sui". Овај доказ се не бави својствима Бога или првог покретача, већ само тврди да он постоји.
У средњовековној арапској филозофији, Авероес је критиковао Авиценин космолошки аргумент, тврдећи да једино физички аргументи, као што је онај који указује на потребу за првим покретачем, могу доказати постојање физичких ствари.